# Bernard z Gothie
Bernard z Gothie byl hrabětem z Barcelony, Girony a markrabětem Gothie v letech 865 až 878. Jeho državy zahrnovaly značnou část jihozápadní Francie a části Katalánska. Jeho vzestup ukončila vzpoura proti západofranskému králi Ludvíku II. Koktavému a církevní klatba uvalená papežem Janem VIII.

## Životopis

### Původ
On sám se označoval za přímého potomka Adalhelma z Autunu, možného příbuzného, patrně bratra svatého Viléma z Gellone, což by znamenalo, že patřil k rodu Wilhemovců, ale pro toto tvrzení se nedochovalo dostatek informací. Jistý je pouze okruh jeho blízkých příbuzných.
Jeho otec Bernard patřil k stoupencům akvitánských králů Pipina I. a Pipina II., podílel se na jeho provolání za krále Akvitánie roku 838, což jeho a jeho bratra Emenona stálo ztrátu drženého hrabství Poitou, neboť se tak stalo proti vůli císaře Ludvíka Pobožného, který se rozhodl Akvitánské vévodství udělit svému nejmladšímu synovi Karlovi, pozdějšímu císaři Karlu II. Holému.
Poitou obdržel Ramnulf z Poitiers, syn Geralda, hraběte z Auvergne. Ten v následující občanské válce patrně na čas Poitou ztratil, avšak Bernard, otec Bernarda z Gothie, nebyl schopen hrabství dlouhodobě udržet a odešel do azylu k sousednímu hraběti Renauldu z Herbauges. V následující lokální válce o hrabství Nantes proti Lambertu II. Bernard II. z Poitou roku 844 zahynul. Vdova po Bernardovi, Bilichilde, dcera hraběte Rorica z Maine, našla útočiště u rivala svého zesnulého manžela Ramnulfa z Poitou, za kterého se i provdala a jejich společným potomkem byl mimo jiné Ramnulf II. z Poitiers, tedy nevlastní bratr Bernarda z Gothie.

### Vzestup moci
V roce 863 se Humfrid, markýz z Gothie, zmocnil Toulouského hrabství, místního hraběte Raimonda porazil v boji a vypudil ho z jeho hrabství. Tato uzurpace se stala bez vědomí Karla II. Holého, kdy hrabě z Toulouse patřil k jeho přívržencům. Přestože Humfrid nepatřil k stoupencům rebelujícího Pipina II. Akvitánského, proti němuž bojoval, samotný akt takové troufalosti proti svrchovanému vládci ho stálo roku 864 veškeré državy na území Franské říše za Alpami a on samotný se spasil útěkem do Itálie. Nemalou roli v tom hrálo i to, že svým činem podpořil dalšího rebelujícího vládce Akvitánie, Karla, syna císaře Karla II. Holého. Z celé této situace nejvíce vytěžil Bernard, jenž roku 865 obdržel markýzát Gothii, tedy území francouzské Septimánie a soubor hrabství na území bývalé Španělské marky

### Mocenská klika tří Bernardů
K roku 868 zmiňuje remešský arcibiskup Hincmar audienci trojice Bernardů u krále Karla II. Holého, konkrétně Bernarda z Toulouse, Bernarda z Gothie a dalšího Bernarda, jímž byl Bernard Platapilosa, syn Bernarda Septimánského, kdysi mocného velmože, jehož však pro odpor a úklady proti panovníkovi nechal Karel II. Holý v roce 844 popravit. Tímto vzal jeho syna, který působil jako laický opat v Brioude, na milost a umožnil mu držení hrabství Auvergne. Tato trojice Bernardů se pro příští desetiletí stala významnou politickou silou v oblasti jižní Francie, byť pro shodu křestního jména bývá jejich identifikace problematická.
Za mocenským vzestupem Bernarda z Gothie byly jisté protekční vazby. Jeho strýcové Turpio a Emenon do roku 866 drželi titul hrabat z Angoulême a Bernardovým otčímem zároveň byl mocný akvitánský vévoda Ramnulf z Poitou, který měl s vládnoucím rodem Karlovců velmi dobré vztahy, jak nasvědčuje jeho svrchovaná moc v Akvitánii. Ten však zemřel na následky zranění v říjnu 866, která utrpěl v bitvě s Vikingy u bitvě u Brissarthe.
Vévoda Ramnulf po sobě zanechal stejnojmenného syna a následníka, avšak Karel II. Holý titul hraběte z Poitiers (Poitou), ani vévody z Akvitánie, nikomu neudělil, území tak de facto přešlo pod správu koruny. Mladý Ramnulf byl u královského dvora především za účelem získání dalšího vzdělání. Jelikož krajina Poitou byla notně sužována vikinskými vpády, není vyloučeno, že s jistou tolerancí koruny se obrany a ochrany těchto oblastí zhostil právě Bernard z Gothie, který měl k Poitou rodinné vazby. Celá tato situace byla za života Karla II. Holého akceptována, avšak po jeho smrti dostaly události spád v neprospěch tohoto ambiciózního šlechtice.

### Na vrcholu moci
Moc a územní nároky těchto tří velmožů jménem Bernard sebou zákonitě nesly rivalitu, která se postupně prohlubovala. Bernardu z Gothie a Bernardu (Plantapilosa), hraběti z Auvergne, byla králem Karlem II. v roce 872 společně svěřena správa Akvitánie, zatím co Bernard z Toulouse již zůstal ve svých mocenských aktivitách omezen pouze na jím držená území. I zisk dalších hrabství Carcassonne a Rodez jsou nejisté.
První obětí vzájemné rivality byl právě Bernard z Toulouse, jehož rod získal Septimánii po odnětí tohoto území Bernardu Septimánskému († 844), otci Bernarda, hraběte z Auvergne. Údajně na podnět Bernarda z Auvergne byl téhož roku (872) zavražděn jistý hrabě Bernard zvaný Vitellus, což mohl být hrabě z Toulouse, každopádně Bernard Plantapilosa tak získal rozsáhlé území po svém rivalovi. Patrně se tak muselo stát s tichým souhlasem panovníka, jinak by následky pro Bernarda Plantapilosu mohly být podobné jako v případě Humfrida z Gothie.
V roce 876 se Karel II. rozhodl pro lenní reorganizaci uvnitř říše. Mimo jiné hrabství Bourges odebral svému švagrovi, jímž byl Boso z Provence, hrabství Autun zase Bernardovi Plantapilosovi, obojí pak získal Bernard z Gothie. I přes nesporný fakt, že někteří velmoži ztratili a jiní získali, nastala v říši mezi nimi vůči Karlovi II. všeobecná nespokojenost, která vyvrcholila rebelií, ke které se přidal z církevních činitelů i kolínský arcibiskup Hugo. Než však mohlo dojít k vyvrcholení sporu, císař Karel II. Holý zemřel.

### Mocenský pád a exkomunikace
Jeho nástupce Ludvík II. Koktavý si dokázal většinu rebelující šlechty naklonit na svoji stranu. Pouze Bernard z Gothie se rozhodl vytrvat ve vzpouře i proti novému králi, co víc, jeho bratr Emenon se dopustil bezuzdného plenění dnes ne přesně identifikovatelných měst, že současníci to nazvali po normanském způsobu, tedy naprosto bezprecedentním.
Motivací k pokračujícímu vzdoru markýze z Gothie mohla být i skutečnost, že doposud byl zvyklý pouze navyšovat svá léna na úkor jiných velmožů. S nástupem nového krále se situace změnila. Poitou, doposud nikým formálně nedrženo, ale fakticky obsazeno Bernardem z Gothie, bylo uděleno Ramnulfovi II., který se ho záhy ujal s pomocí krále i Bernarda z Auvergne. Nemalou zásluhu na novém mocenském vzestupu Ramnulfovců měl i remešský arcibiskup Hincmar.
Celá situace se pro Bernarda z Gothie zhoršila v okamžiku, kdy se dostal do sporu s biskupem z Bourges Frotairem, kterému bránil vstupu do města. Ten si stěžoval u papeže Jana VIII., který se téhož roku 878 snažil řešit situaci nejprve domluvou, posléze exkomunikací Bernarda z Gothie na koncilu v Troyes. Církevní kladba o něco dříve postihla i jeho bratra Emenona.
Jelikož se neocitl pouze v klatbě církevní, ale i světské, záhy mu byla odebrána veškerá léna. Barcelovské hrabství a další državy na území Hispánie získal Guifredo I. Barcelonský, markýzát Gothie (Septimánii) a hrabství Bourges Bernard Plantapilosa. Bernard z Gothie si udržel jen Autun, kam král Ludvík II. Koktavý vyslal vojsko, aby město nechal obléhat a dobýt.

## Dodatek
Po roce 879 mizí Bernard z Gothie definitivně z dějin. Jeho pád nezachránila ani smrt Ludvíka II. Koktavého. Naopak, jeho synové Ludvík a Karloman se jej snažili definitivně porazit. Situaci pouze zkompikovala událost, kdy se Boso z Provence, bratr vdovy Richildy po Karlu II. Holém, prohlásil králem v jím držené oblasti, tedy v dolním Burgundsku, jinak zvaném též Arelat, po svém hlavním centru městu Arles.

## Legenda o svaté Solongii (Solange)
Mělo se jednat o půvadnou dívku z prostého lidu, která ze svoji rodinou žila v okolí Bourges. Bernard z Gothie byl okouzlen její krásou a údajně ji měl požádat o ruku. Ta to odmítla a on se ji rozhodl unést. Únos se však zcela nezdařil, Sologne se bránila a při přeskakování potoka oba spadli z koně. Rozzuřený Bernard jim měl pak ztrestat tím, že ji setnul hlavu.
Je uctívána především ve Francii, přičemž svátek svaté Solongie si římskokatolická církev připomíná 10. května.